# مشيرة إسماعيل
مشيرة إسماعيل (15 يناير 1952 -)، ممثلة مصرية.

## عن حياتها
بدأت حياتها الفنية وهي طفلة من خلال برامج الأطفال في الإذاعة والتليفزيون، اكتشفها المخرج حسين كمال وبرزت كراقصة في الفرقة القومية للفنون الشعبية مع الفنان علي رضا، اعتزلت التمثيل وارتدت الحجاب في منتصف التسعينات القرن العشرين، وعادت مرة أخرى مع الفنان أحمد مكى في مسلسل الكبير أوى الموسم الخامس, كانت متزوجة من الفنان علي الحجار و انجبت منه بنت اطلقت عليها مشيرة علي الحجار 

## أعمالها

### من الأفلام
| - يوم من الأيام:2017-فوزية - الزوجة - أولاد حظ:1989-زبيدة - زمن حاتم زهران:1987-هالة - أخي وصديقي سأقتلك:1986-منى - الجوهرة:1985-سوزي سكرتيرة المرعشلي - حكاية في كلمتين:1985-بسمة - ريال فضة:1985-فردوس - تزوير في أوراق رسمية:1984-ليلى - المدمن:1983-إيمان | - إحنا بتوع الأتوبيس:1979-منى - اذكريني:1978-شهيرة - ومن الحب ما قتل:1978-لولا - زهرة البنفسج:1977-سميحة - أخواته البنات:1976-سعاد - الضحايا:1975-طماطم - المطلقات:1975 - حتى آخر العمر:1975-مشيرة - هذا أحبه وهذا أريده:1975 | - الشوارع الخلفية:1974-ميرفت - لغة الحب:1974-زميلة حسن - زهور برية:1972-ماري - البعض يعيش مرتين:1971-سميحة - نص مليون جنيه:1971-مشيرة - الشجعان الثلاثة:1969-نوسة بنت ورداني - البوسطجي:1968-سهير أخت خليل - النيل والحياة:1968 |

### من المسلسلات
| - الخانكة:2016-عائشة - الكبير أوي ج5:2015 - 9 جامعة الدول:2012-مديحة - الإمبراطور:2002-منصورة - البصمة:2000 - أمشير:2000 - الاعصار:1999 - ميراث الشر:1999 - عيون الحب:1998 | - حكاية بلا بداية ولا نهاية:1997 - طريق السراب:1997 - الفرسان:1995-جنات خاتون - هي وهؤلاء:1995 - صور ملونة:1994 - المحاكمة:1993-هناء عبدالحميد رفعت - درس العمر:1993-فاطمة - الوديعة:1992 - سكة الصابرين:1987 | - الطاحونة ج2: 1986-سونيا - ضيفة شرف - عبدالرحمن بن خلدون:1985 - دعوة للحب:1984-نجوى - صاحب الجلالة الحب:1983-شريفة - أمير الشعراء: أحمد شوقي:1982-الزوجة - وتوالت الأحداث عاصفة:1982-خضرة - دموع في عيون وقحة:1980-جوجو - من الجاني:1980 - أبنائي الأعزاء.. شكرا:1979-سوزي - زوجة ماجد | - الطيور المهاجرة:1976-ليلى - أم العروسة:1976-نبيلة - الخماسين:1972-نادية - عادات وتقاليد:1972 - كلاب الحراسة:1972 - السهول البيض - نادي الاصدقاء - نداء الفجر:تيودورا |

### من المسرحيات
| - لا مؤاخذه يا منعم:1992 - الواد سيد الشغال:1985-هدى - بعد اعتذار سوسن بدر - مصيدة المجانين:1985 - كلام خواجات:1984-هدى | - العيال كبرت:1979-سحر (العروض الأولى) - أزواج بلا ماضي:1975-كريمة حبيبة حمدي - تمر حنة:1974 - المغماطيس | - المليونيرة - لعب عيال أوي - مطلوب زوجة فورا |

| - الانسان والامل - الرماد - خالتي كريمة وعمو حسين - دعاء - صفقة مضمونة: ناهد - عاشقة زوجها - عيد ميلاد بعد الستين | - عمو فؤاد ويا الأعداد:1992 - عمو فؤاد وكنوز الأرض:1990 - عودة عمو فؤاد (عمو فؤاد راجع يا ولاد):1989 - عمو فؤاد ويا الأجداد:1985 - عمو فؤاد والمخترعين (عمو فؤاد إدانا معاد) | - الدندورمة:1969- ذكية - شلبي فوق السحاب: - ما بعد الأيام: |

## روابط خارجية
- مشيره إسماعيل على موقع IMDb (الإنجليزية)
- مشيره إسماعيل على موقع قاعدة بيانات الأفلام العربية
- مشيره إسماعيل على موقع قاعدة بيانات الفيلم (الإنجليزية)